# Catherine Peyretone
Catherine Pereytone est une femme française, née en 1475 et morte brûlée vive en 1519, accusée de sorcellerie.

## Biographie
Catherine Pereytone est née en 1475 et a vécu dans la ville de Montpezat, située aujourd'hui dans le département de l'Ardèche, anciennement appelé le Vivarais. Elle était mère de trois enfants.

### Procès
Le 24 septembre 1519, un procès d'inquisition est ouvert contre Catherine Peyretone, qui est accusée de sorcellerie. Le procès est raconté en détail dans le livre de Jean-Baptiste Dalamas, Les sorcières du Vivarais devant les inquisiteurs de la foi, datant de 1865. Le tribunal d'inquisition est présidé par le Révérend Père Louis Briny ainsi que le Révérend Père Louis Chambonis. Catherine Pereytone est accusée d'avoir renié Dieu et la Vierge Marie pour se donner, "corps et âme", à un diable prénommé Barrabam. Le tribunal lui reproche également de ne plus confesser ses péchés au prêtre depuis sa rencontre avec le diable; de ne plus avoir reçu ni avalé le corps du Christ; d'avoir simulé des prières; d'avoir invoqué le diable Barrabam pour guérir des personnes ou des animaux; d'avoir mangé la chair d'enfants ou même d'avoir fait périr les fruits et les récoltes. Lors du procès, plusieurs témoins sont appelés et accusent à leur tour Catherine Pereytone d'avoir commis des actes de sorcellerie.

### Arrestation
Catherine Peyretone est arrêtée le 25 septembre 1519 et est emmenée au Château de Montpezat, où elle est enfermée dans un cachot. Le 26 septembre 1519, elle est interrogée par le Révérend Louis Briny, accompagné d'Antoine Tenet, châtelain, et du notaire Simon Valentin. Lors de l'interrogatoire, Catherine Peyretone raconte avoir rencontré, il y a une vingtaine d'années, le diable sous la forme d'un lièvre. Celui-ci lui aurait alors proposé de renoncer à Dieu et de devenir son maître afin de faire d'elle une femme riche et de lui permettre de se venger de ses ennemis, proposition qu'elle dit avoir acceptée. Elle déclare également avoir commis tous les crimes qui lui sont imputés par le tribunal d'inquisition. Elle est ensuite emmenée dans la basse-cour du château, où elle avoue une nouvelle fois, et publiquement, avoir commis les crimes dont elle est accusée. 

### Condamnation
Le 8 octobre 1519, Catherine Peyretone est emmenée sur la place publique de Montpezat où elle est ensuite attachée à un pilier, devant les habitants. Elle est condamnée à rester trois jours attachée au pilier puis à être brûlée vive. Le 12 octobre 1519, à deux heures de l'après-midi, Catherine Peyretone est emmenée sur le lieu de l'exécution, "pieds nus et la corde au cou", où elle est brûlée vive.
Dans Les sorcières du Vivarais devant les inquisiteurs de la foi, Jean-Baptiste Dalmas affirme que Catherine Peyretone était certainement atteinte d'une forme de folie : " Il est évident que cette femme maniaque était victime d’une aberration mentale; que son imagination frappée créait elle-même les objets matériels de ses sensations [...] Elle a pu s’exalter au point de se croire réellement coupable, et de persister à faire l’aveu public des crimes imaginaires qu’elle avait confessés à l’Inquisiteur, dans sa prison". Il estime également que le procès était illégal car l'accusée n'avait aucune défense et parce que selon lui, les juges n'avaient pas le statut requis pour présider un tel tribunal.